# Gare de Reisdorf
La gare de Reisdorf était une gare ferroviaire luxembourgeoise de la ligne d'Ettelbruck à Grevenmacher, située sur le territoire de la commune de Reisdorf, dans le canton de Diekirch.
C'était une gare voyageurs de la Société nationale des chemins de fer luxembourgeois (CFL), avant sa fermeture en 1964.

## Situation ferroviaire
Établie à 182 mètres d'altitude, la gare de Reisdorf était située au point kilométrique (PK) 9 de la ligne d'Ettelbruck à Grevenmacher, entre les gares aujourd'hui fermées de Moestroff de Wallendorf-Pont.

## Histoire

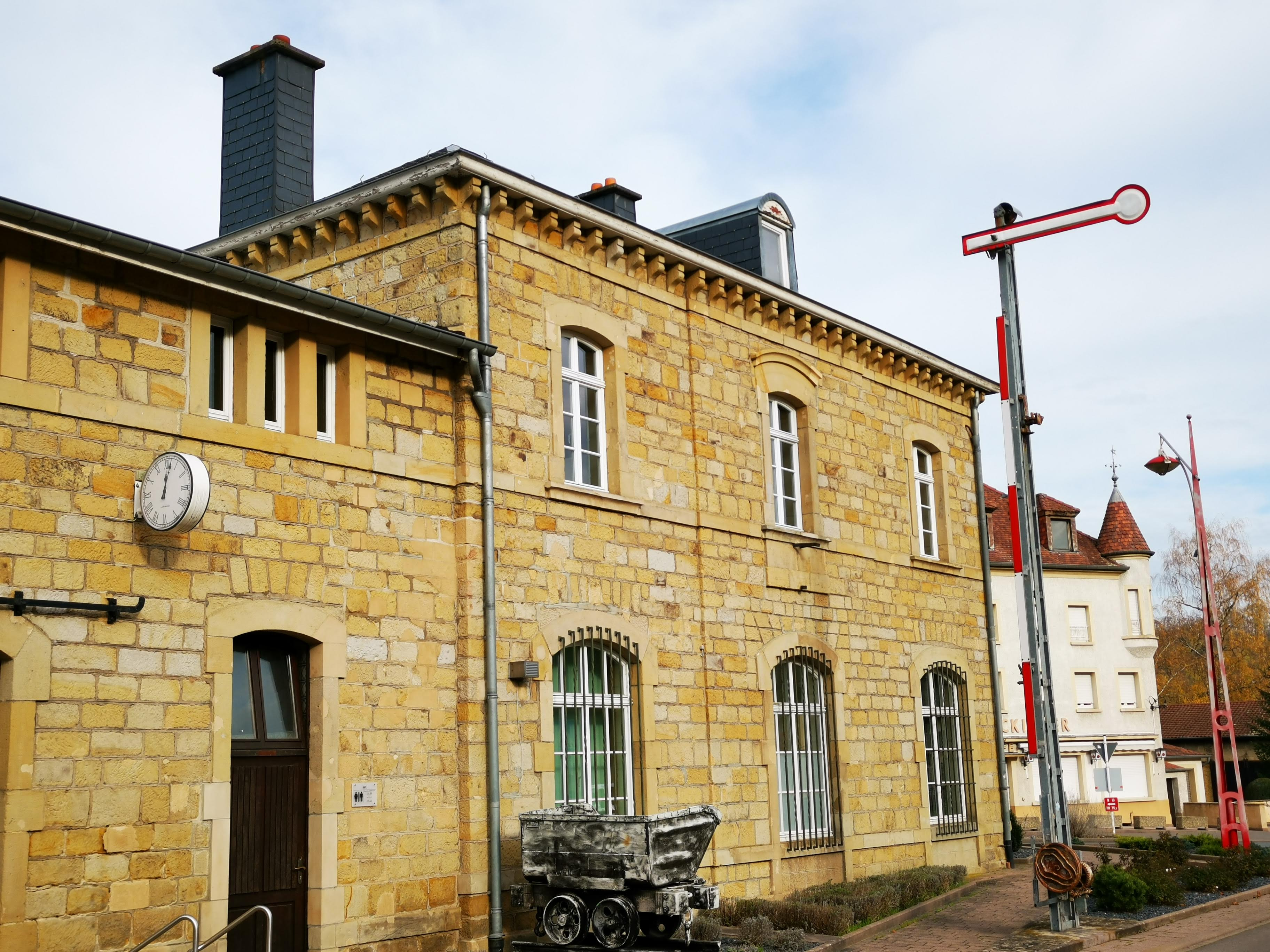
L'ancien bâtiment voyageurs en 2020.

La gare de Reisdorf est mise en service par la Compagnie des chemins de fer Prince-Henri, lors de l'ouverture à l'exploitation de la section de Diekirch à Echternach de la ligne d'Ettelbruck à Grevenmacher le 8 décembre 1873.
La gare est fermée le 27 mai 1964, en même temps que le trafic voyageurs sur la section Diekirch-Echternach de la ligne d'Ettelbruck à Grevenmacher.

## Service des voyageurs
Gare fermée depuis le 27 mai 1964. Le bâtiment voyageurs existe toujours, reconverti en agence POST Luxembourg ; un wagonnet de mine et un sémaphore ont été installés en guise de monument devant le bâtiment.